# Grand-Prix-Saison 1916

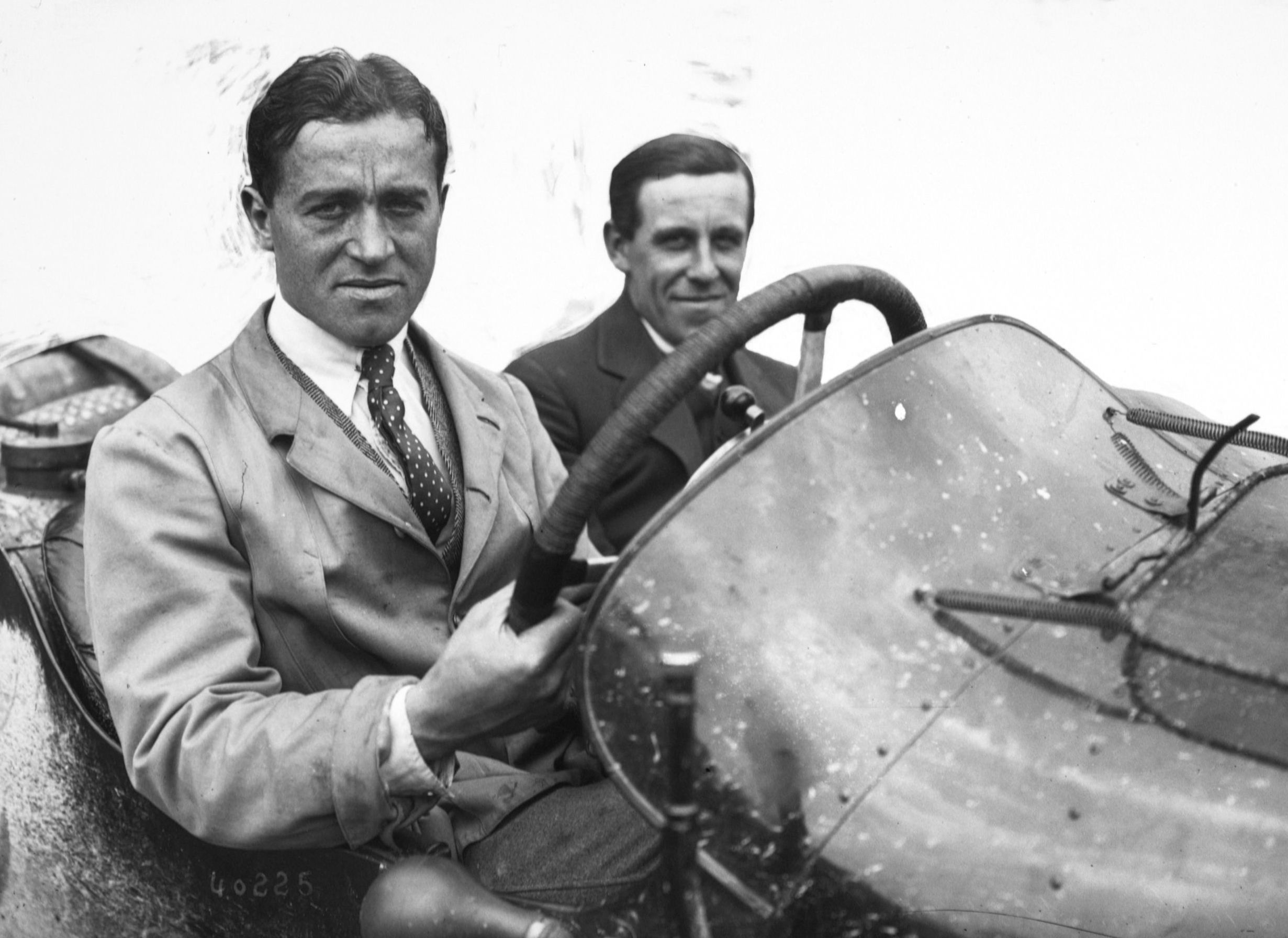
Dario Resta, hier beim Großen Preis von Frankreich 1914.

In der Grand-Prix-Saison 1916 wurden wegen des Ersten Weltkrieges vom Automobil-Weltverband AIACR keine Grandes Épreuves ausgeschrieben.
Es fanden drei bedeutende Rennen statt – allesamt in den USA: das Indianapolis 300 auf dem Indianapolis Motor Speedway sowie der Vanderbilt Cup und der Große Preis von Amerika in Santa Monica.

## Rennkalender
| Datum  | Rennen                   | Strecke                       | Sieger                                  | Statistik |
| ------ | ------------------------ | ----------------------------- | --------------------------------------- | --------- |
| 30.05. | Indianapolis 300         | Indianapolis Motor Speedway   | Dario Resta (Peugeot)                   | Statistik |
| 16.11. | Vanderbilt Cup           | Santa Monica Road Race Course | Dario Resta (Peugeot)                   | Statistik |
| 18.11. | Großer Preis von Amerika | Santa Monica Road Race Course | Johnny Aitken / Howard Wilcox (Peugeot) | Statistik |